# CoreCivic

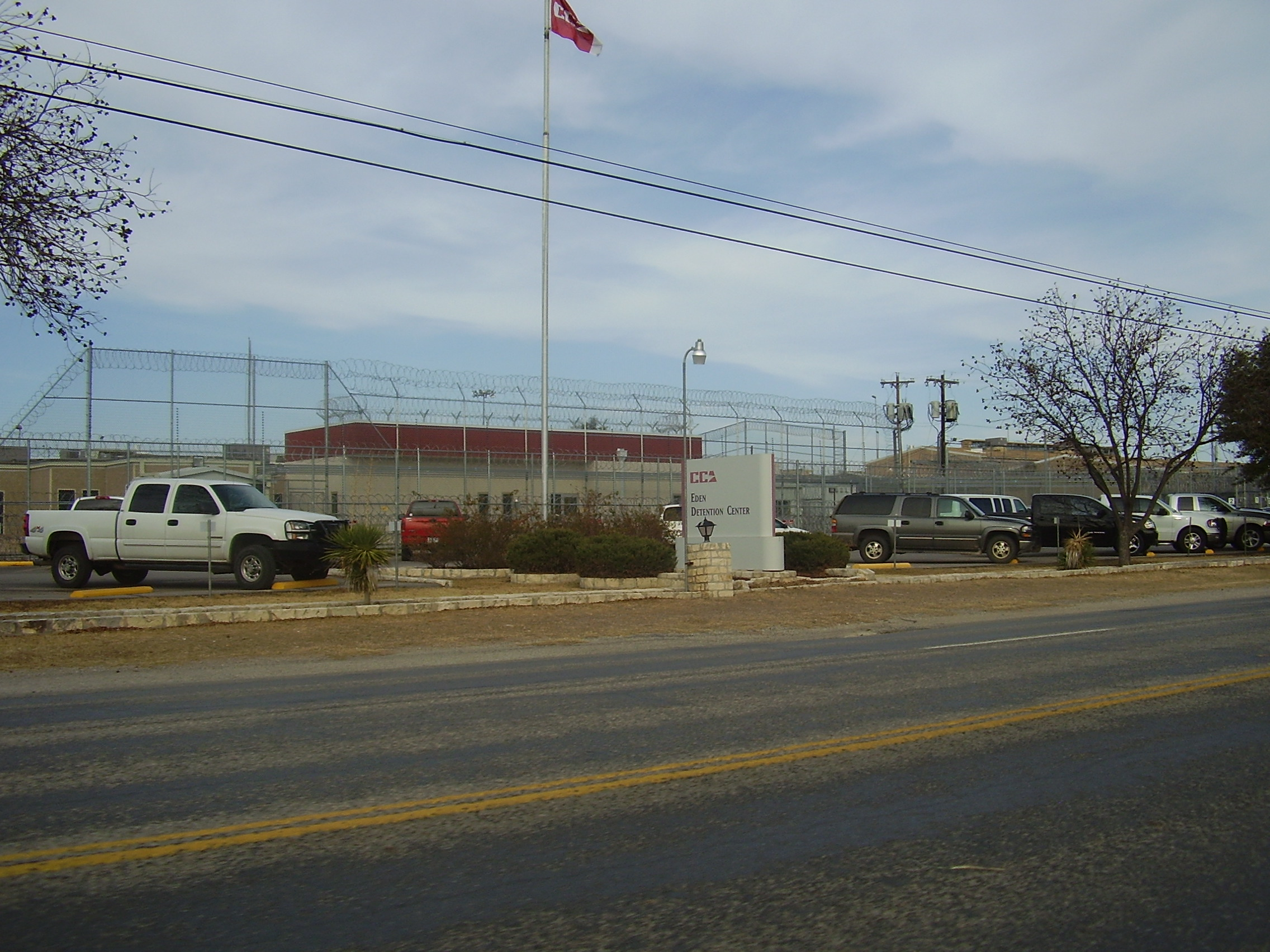
Detentiecentrum Eden in Eden, Texas

CoreCivic, Inc., voorheen de Corrections Corporation of America (CCA), is een Amerikaans bedrijf dat particuliere gevangenissen en detentiecentra bezit en beheert en andere op concessiebasis exploiteert. 
Het bedrijf werd in 1983 opgericht in Nashville (Tennessee), door Thomas W. Beasley, Robert Crants en T. Don Hutto. Het ontving investeringen van de Tennessee Valley Authority, de Vanderbilt University en van Jack C. Massey, de oprichter van Hospital Corporation of America.
In 2024 was het bedrijf het op één na grootste particuliere gevangenisbedrijf in de Verenigde Staten en de grootste eigenaar van gevangenissen, detentiecentra en residentiële re-integratiefaciliteiten in het land. CoreCivic beheert meer dan 65 staats- en federale correctionele en detentiefaciliteiten met een capaciteit van meer dan 76.000 bedden in 19 staten en het District of Columbia.
De omzet van het bedrijf bedroeg in 2012 meer dan 1,7 miljard dollar. In 2015 genereerden de contracten met federale gevangenis- en detentieautoriteiten maar liefst 51% van de inkomsten van het bedrijf. Het beheerde 22 federale gevangenissen met een capaciteit voor 25.851 gevangenen. In 2016 beheerden CCA en GEO Group meer dan 170 gevangenissen en detentiecentra. De inkomsten van CCA bedroegen in 2015 1,79 miljard dollar.
CCA is in de loop der jaren het onderwerp geweest van veel controverse, vooral in verband met ogenschijnlijke pogingen om geld te besparen, zoals het in dienst nemen van ongeschikt personeel, uitgebreide lobbyactiviteiten en het ontbreken van een goede samenwerking met juridische entiteiten om repercussies te vermijden. 
CCA heeft zichzelf in oktober 2016 omgedoopt tot CoreCivic te midden van de voortdurende kritiek op de particuliere gevangenisindustrie.